# Linteau de l'abbaye de Saint-Génis-des-Fontaines
Le linteau de l'abbaye de Saint-Génis-des-Fontaines est une sculpture romane en bas-relief située au-dessus du portail de l'église de Saint-Génis-des-Fontaines dans les Pyrénées-Orientales.
Cette sculpture, qui aurait été commanditée par l'abbé Guillaume, est la plus ancienne sculpture romane datée dans la pierre (1019-1020).

## Description

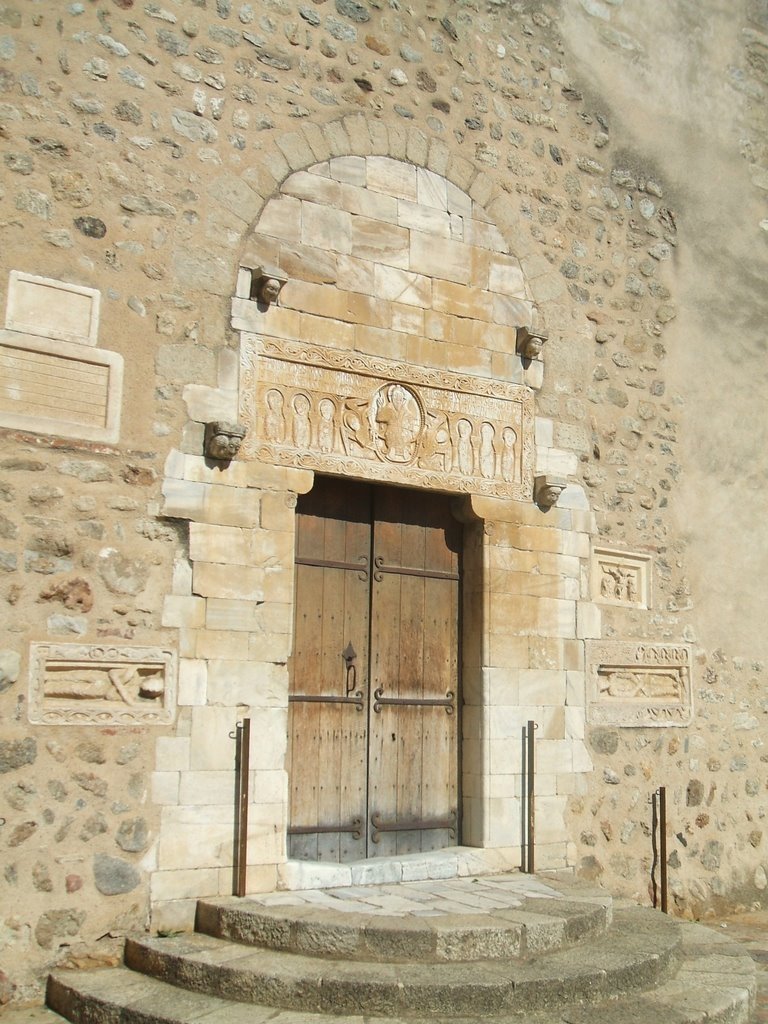
La façade de l'église.

Le linteau est réalisé en marbre blanc de Carrare. Il est sculpté en bas-relief, comme une pièce d'orfèvrerie, avec une minutieuse précision. Au centre on observe une représentation du Christ en majesté inscrit dans une mandorle perlée soutenu par deux archanges, et encadré par deux groupes de trois personnages, logés chacun sous un arc outrepassé. Au-dessus des personnages dans les arcades, de part et d'autre de la mandorle se trouve une bande portant une inscription en latin médiéval.

## Inscription latine et datation du linteau
Le texte latin que porte le linteau permet de le dater précisément. Voici la transcription de l'inscription latine et sa traduction:
+ANNO VIDESIMO [pour VICESIMO] QVARTO RENNANTE ROTBERTO REGE WILIELMVS GRATIA DEI ABA ISTA OPERA FIERI IVSSIT IN ONORE SANCTI GENESII CENOBII QUE VOCANT FONTANAS ce qui signifie : La vingt-quatrième année du règne du roi Robert, Guillaume, abbé par la grâce de Dieu, ordonna de faire cette œuvre en l'honneur de saint Génis au monastère que l'on appelle des Fontaines
La datation est faite ainsi : le "roi Robert" que mentionne le texte est Robert II le Pieux, roi de France, fils de Hugues Capet, qui régna de 996 à 1031, ainsi la vingt-quatrième année de son règne correspond à l'année 1020, donc le linteau a certainement été réalisé cette année-là (à un ou deux ans près).

## Historique de l'œuvre et son intérêt historique
Cette sculpture n'était pas destinée lors de sa réalisation à être un linteau, elle servait de support d'autel, sans doute dans l'église actuelle. 
C'est au XIIe siècle que l'œuvre est placée au-dessus de la porte de l'église. La présence de quatre corbeaux au-dessus de l'œuvre indique qu'il était à l'origine protégé par un petit toit contre les intempéries.
Celui-ci aurait disparu au XVe ou au XVIe siècle, dès lors l'œuvre, ainsi que le reste du portail, a été enduite avec une sorte de vernis afin de le protéger, ce qui lui confère son aspect jaunâtre (alors que le marbre est initialement blanc). Le linteau de l'abbaye de Saint-Génis est classé monument historique. Ce linteau est d'un intérêt capital pour la compréhension de l'évolution de l'Art roman en Catalogne, car en croisant l'évolution stylistique d'autres œuvres avec la datation de celle-ci il est possible d'établir une chronologie précise de la sculpture romane. Mais l'œuvre donne également des renseignements sur l'évolution de l'Abbaye de Saint-Génis. Ainsi les arcs outrepassés représentés sur le linteau ont permis d'acquérir la certitude que l'abbaye possédait un cloître antérieur, sans doute carolingien, à celui connu aujourd'hui (qui date du XIIIe siècle et dont les arcs sont en plein cintre).
À quatre kilomètres à l'est de Saint-Génis-des-Fontaines se trouve l'ancienne abbaye de Saint-André qui porte au-dessus du portail de l'église un linteau très similaire, mais sans écriture, peut-être issu du même sculpteur, ou une copie antérieure de celui de Saint-Génis.